# Гимеш, Миклош
Миклош Гимеш (венг. Gimes Miklós; 23 декабря 1917, Будапешт — 16 июня 1958) — венгерский журналист и коммунистический политик, принимавший активное участие в венгерском восстании 1956 года. Он был казнен вместе с премьер-министром Венгрии Имре Надем и министром обороны Венгерской Народной Республики Палом Малетером в 1958 году по обвинению в измене, но впоследствии был реабилитирован в 1989 году.

## Биография

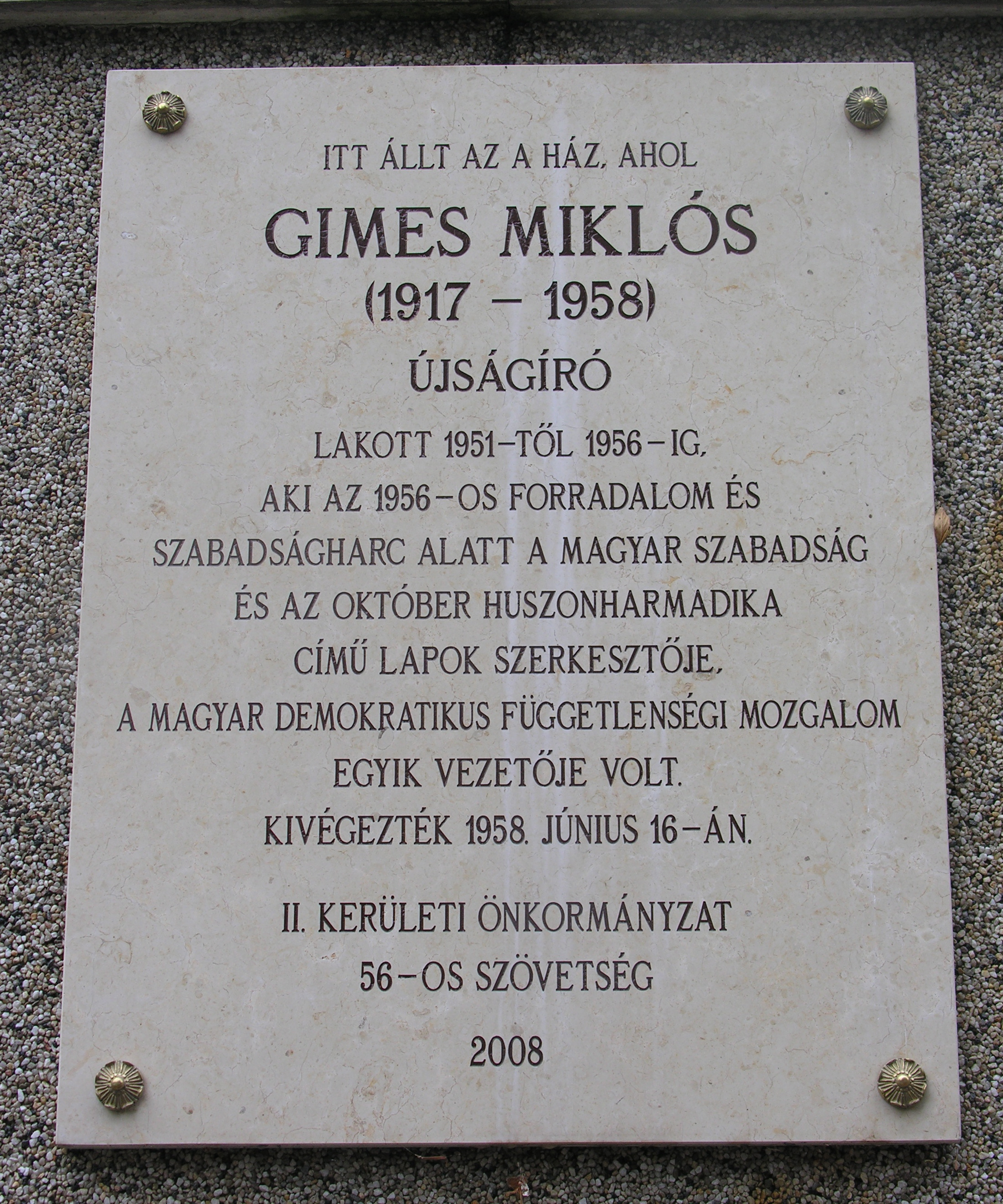
Мемориальная таблица в память о Миклоше Гимеше.

Его родители были венгерскими евреями, обратившимися в унитарианскую веру; психиатрами и психоаналитиками по профессии. В 1919 году они активно поддерживали создание Венгерской Советской Республики. Во время Холокоста его отец умер от брюшного тифа в 1944 году в концлагере Терезин в Лейтмерице. Его сестра Йука и мать Лили Хайду, возглавлявшая психиатрический институт, выжили благодаря защитным паспортам от Рауля Валленберга.

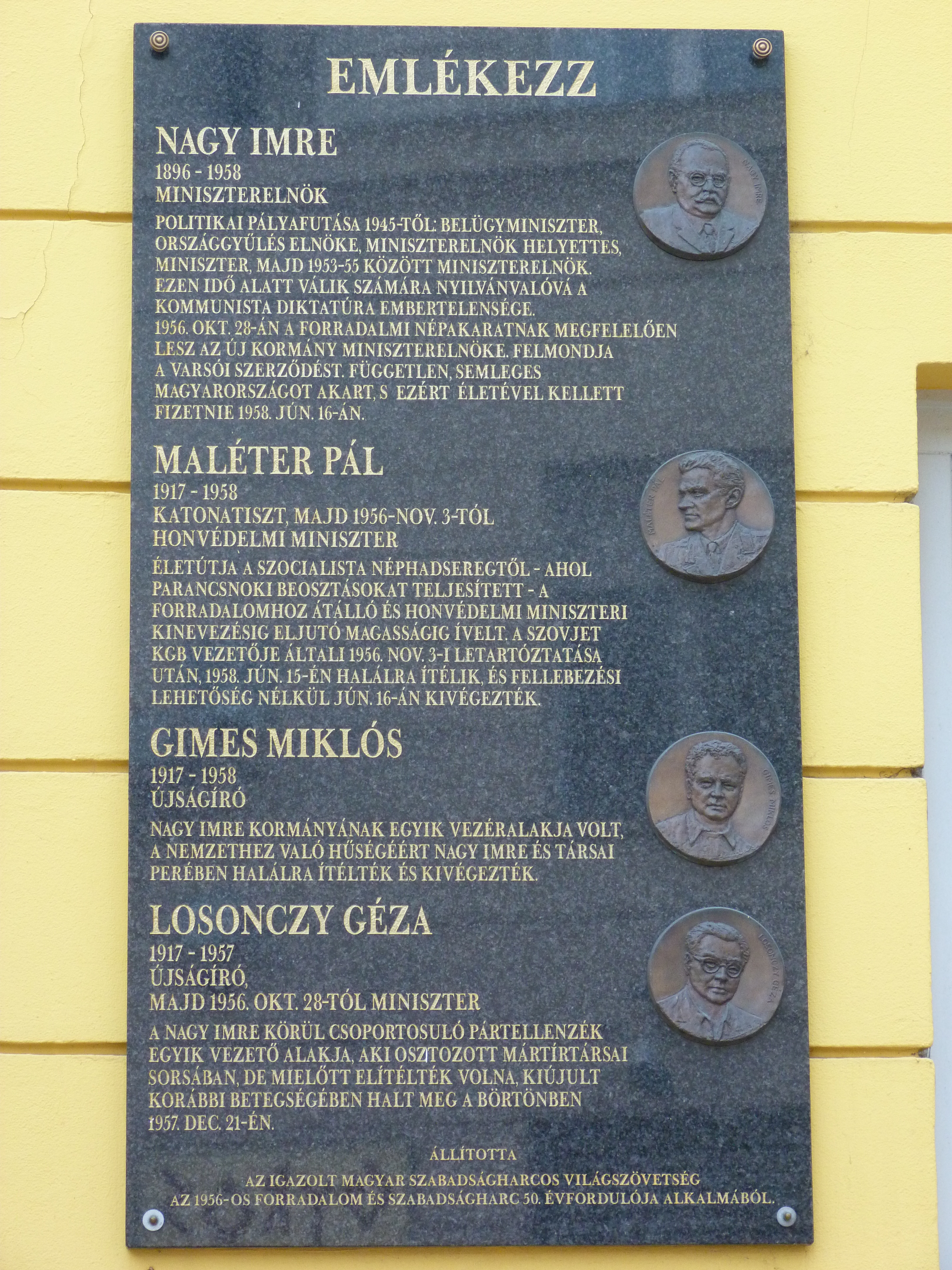
Мемориальная табличка в 8-м районе Будапешта в честь Имре Надя, Пала Малетера, Миклоша Гимеша и Гезы Лошонци.

Миклош активно приобщился к венгерскому коммунистическому движению в 1942 году. Благодаря ему он познакомился с будущей женой, учительницей Алисой Хальдой. В 1944 году был мобилизован на принудительные военные работы, но бежал из трансильванского лагеря и присоединился к югославским партизанам. После возвращения в Будапешт сотрудничал в различных газетах коммунистического толка. В 1954 году был репортёром в Цюрихе, Вене и Париже.
Однако после процесса над Рудольфом Сланским в Чехословакии и «дела врачей» в СССР Гимеш разочаровался в сталинизме. В 1955 году он был исключён из Венгерской партии трудящихся за призывы к реабилитации Ласло Райка. И только по настоянию его единомышленника Имре Надя его членство было восстановлено в 1956 году.
Во время Венгерского восстания 1956 года Гимеш активно участвовал в революционной деятельности — как политической, так и журналистской. Вместе с товарищами, включая Яноша Корнаи, основал и редактировал газету «Венгерская свобода» (Magyar Szabadság). Даже после советского вторжения он отказался признать правительство Яноша Кадара и продолжал отстаивать требования восставших и выступил основателем Венгерского демократического движения за независимость.
5 декабря Гимеш был арестован и предстал перед судом. Спустя полтора года он был приговорён к смертной казни Верховным судом Венгрии. Был казнён в возрасте сорока лет 16 июня 1958 года — повешен во дворе Будапештской Центральной тюрьмы наряду с Имре Надем и Палом Малетером.
В начале политических изменений, произошедших в Венгрии в 1989 году, Миклош Гимеш и четыре других казнённых деятеля были торжественно перезахоронены с участием нескольких сотен тысяч человек. Посмертно реабилитирован: 6 октября 1989 года венгерским судом был отменён смертный приговор.